# شنگرفی (سرده)
شَنگَرفی سرده‌ای (جنسی) از گیاهان تیره فرفریون است.
این سرده در ایران دو گونه گیاه جنگل‌روی دارد که تنها در مناطق شمالی می‌رویند.
گونه‌ها:
- شنگرفی یکساله - شنگرفی یک‌ساله
- Mercurialis huetii
- Mercurialis corsica
- Mercurialis canariensis
- Mercurialis elliptica
- Mercurialis reverchonii
- Mercurialis tomentosa
- مرکوریالیس پرنیس - شنگرفی معمولی
- Mercurialis ovata
- Mercurialis leiocarpa